# Lazúrszajkó
A lazúrszajkó (Cyanolyca viridicyanus) a madarak osztályának verébalakúak (Passeriformes) rendjébe és a varjúfélék (Corvidae) családjába tartozó faj.

## Rendszerezése
A fajt Alcide d’Orbigny és Frédéric de Lafresnaye írták le 1838-ban, a Garrulus nembe Garrulus viridi-cyanus néven.

## Alfajai
- Cyanolyca viridicyanus cyanolaema Hellmayr, 1917
- Cyanolyca viridicyanus jolyaea (Bonaparte, 1852)
- Cyanolyca viridicyanus viridicyanus (Orbigny & Lafresnaye, 1838)[2]

## Előfordulása
Az Andok keleti részén, Bolívia és Peru északi területein honos. Természetes élőhelyei a szubtrópusi vagy trópusi hegyi esőerdők és másodlagos erdők. Állandó, nem vonuló faj.

## Megjelenése
Testhossza 34 centiméter, testtömege 82-127 gramm.
|  |

## Természetvédelmi helyzete
Az elterjedési területe még nagy, egyedszáma pedig gyorsan csökken. A Természetvédelmi Világszövetség Vörös listáján mérsékelten fenyegetett fajként szerepel.